# كييكتشي
كييكتشي هي بلدة في مقاطعة كسبي في ولاية قشقداريا في أوزبكستان.